# Shannonomyia penumbrosa
Shannonomyia penumbrosa är en tvåvingeart som beskrevs av Alexander 1940. Shannonomyia penumbrosa ingår i släktet Shannonomyia och familjen småharkrankar. Inga underarter finns listade i Catalogue of Life.